# Buggenhout
Buggenhout este o comună neerlandofonă situată în provincia Flandra de Est, regiunea Flandra din Belgia. La 1 ianuarie 2011 avea o populație totală de 14.167 locuitori. Comuna Buggenhout este formată din localitățile Buggenhout, Opdorp, Opstal și Briel. Suprafața totală a comunei este de 25,25 km². 